# Clonaria leprosa
Clonaria leprosa är en insektsart som först beskrevs av Gerstaecker 1869.  Clonaria leprosa ingår i släktet Clonaria och familjen Diapheromeridae. Inga underarter finns listade i Catalogue of Life.